# Seebüll

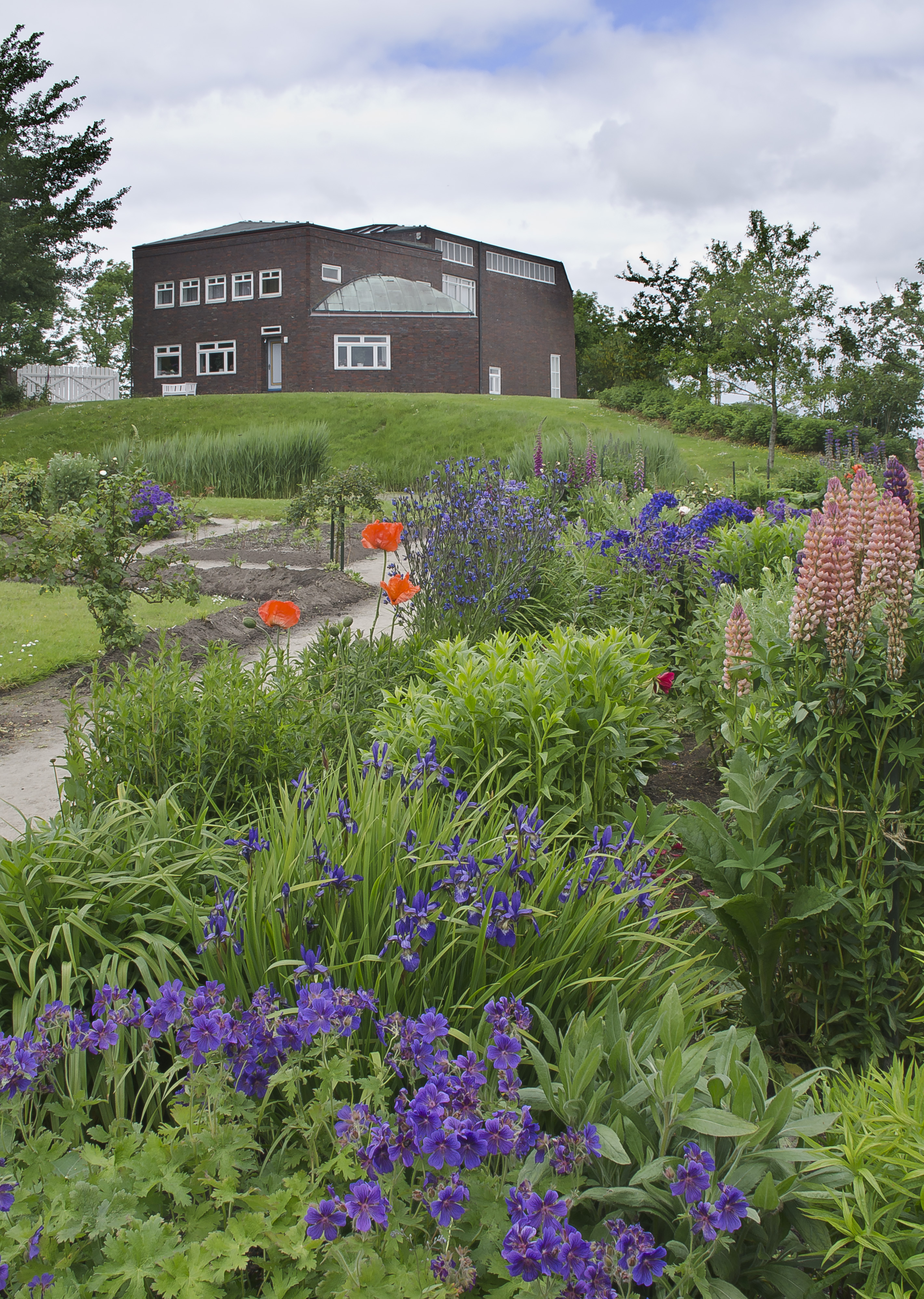
Haus Seebüll und Garten

Seebüll (dänisch Søbøl, nordfriesisch: Seebel) ist ein Ortsteil der Gemeinde Neukirchen im Norden des schleswig-holsteinischen Kreises Nordfriesland und gehörte zum Kreis Südtondern.

## Geographie
Seebüll liegt rund vier Kilometer nordöstlich von Neukirchen und etwa einen Kilometer von der dänischen Grenze entfernt. Westlich befindet sich das Hülltofter Tief, nördlich die Wiedau mit dem Ruttebüller Tief (dänisch: Rudbøl Sø). Die örtlichen Gehöfte sind weithin in der Marsch verstreut.

## Geschichte
Die Vorfahren des Literaturnobelpreisträgers Theodor Mommsen lebten auf dem Hof Nordhülltoft. 1926 erwarben Ada und Emil Nolde die damals unbebaute Warft, die sie Seebüll nannten. Unter Mitwirkung des befreundeten Architekten Georg Rieve plante Nolde dort nach seinen eigenen Vorstellungen Haus Seebüll. Mit seinen klaren, geometrischen Formen zeigt der Flachdachbau aus Bockhorner Klinkern Anklänge an den Bauhausstil. Eine eigenwillige Wirkung entsteht jedoch durch die Anordnung der Fenster und durch zwei dreieckige Erker mit Dächern in der Form damaliger Heuhaufen. Bis 1937 entstanden als Teil des Hauses ein Atelierhaus und ein Bildersaal sowie ein reetgedecktes Gartenhaus. Der Garten wurde, ebenfalls nach Vorstellungen der Noldes, als Bauerngarten mit Dahlien und Astern angelegt. Grundformen sind ein großes A und E. Nach Ada Noldes Tod 1946 wurde eine Begräbnisstätte angelegt, in der auch Emil Nolde 1956 bestattet wurde. Nach dem Tod wurde das Haus von der Stiftung Seebüll Ada und Emil Nolde als Nolde-Museum, offiziell Nolde Stiftung Seebüll, eröffnet. Der Garten kann von Museumsgästen besichtigt werden.
Wohnhaus und Garten wurden 1996 unter Denkmalschutz gestellt.

## Wirtschaft und Infrastruktur
Das Gebiet ist landwirtschaftlich geprägt, vor allem durch Weidewirtschaft. Der Tourismus konzentriert sich auf das Nolde-Museum sowie den anliegenden Nolde-Garten.
Die Landesstraße L6 führt nordwestlich an Seebüll vorbei. Zu den Häusern führen Kreisstraßen oder Wirtschaftswege. Seebüll ist mit Linienbussen von Niebüll aus erreichbar.